# 진사 (칭호)
진사(進士)는 과거 단계 중의 하나이다.

## 고려, 조선
고려에 진사는 한동안 과거 시험인 진사과의 급제자를 뜻하며 관리에 임용되었으나, 조선시대 진사는 1단계 과거시험인 소과(小科) 진사시 합격자를 뜻하는 의미로 격하된다. 조선에서는 소과 과거시험인 진사시에 합격한 사람의 직역이 '진사'이다.

### 고려의 진사
제술업(製述業)이 시험 과목이던 고려 시대의 시험인 진사과가 고려의 문과(文科)에 해당하므로, 조선에서 소과 진사시는 진사과와 서로 다른 것으로 구별되어야 한다. 고려 무신란 이후로는 제술업 급제자로서 관리에 등용되지 못하는 사례가 늘어났으며, 고려 문한관(文翰官)은 무신정권이나 원나라의 압력이 있기 전에는 무신을 제외한 문신의 기능이 있어서 제술업 급제자에 의해 독점되다시피 하는 관직이었다.

### 조선의 진사
조선에서 진사와 생원(生員)과의 관계는 법제적으로는 우열이 없으나, 조선 초기에는 진사시가 없이 생원시만 있었는데 생원이 진사보다 우대를 받았고 할 수 있다. 사림파가 등장한 이래 조선 후기로 내려오면서 경학(經學)보다 사장(詞章)을 중시하는 풍조에 따라 진사의 사회적 존경도는 대체적으로 생원보다 높아졌다.

## 중국
진사는 수나라에서 북송 중기에 있었던 과거 제도 여섯 과의 하나이다. 왕안석의 개혁으로 진사과 이외 폐지된 후 과거의 등제자 (합격자)를 가리킨다.

### 진사과
수나라 대 초반에 과거가 시작되었지만, 605년에 진사과가 설치되었다. 수·당나라 시대는 진사과와 명경과에 별도의 시험을 치렀다. 명경과는 유학 지식이나 시무책뿐이었지만, 진사과에서는 여기에 시부를 더했다. 진사과는 시험이 가장 어렵고, 한번에 합격되는 수는 2 ~ 30명으로 명경과의 1/10이었기 때문에 가장 중요시되었고 지위는 다른 과보다 높았다. "명경과는 30세까지, 진사과는 50세라도 젊은 사람'이라는 말은 진사과가 얼마나 어려웠는 지를 보여주고 있다.

### 왕안석의 개혁 이후
송나라의 과거 제도도 시작은 진사, 명경과가 설치되어 있었지만, 왕안석의 개혁을 거쳐 등 여러과가 폐지되고, 진사과 한과만 남게 되었다. 원나라에서도 과거가 시작되었을 때도 진사과만 남았으며, 명나라, 청나라에서도 그것을 이어 받았다. 따라서 과거를 볼 수 있는 등제자를 진사라고 칭하는 말이 되었다.
명나라와 청나라는 전시에서 선발된 등제자는 삼갑으로 나뉘었다. 1갑은 장원, 방안, 탐화 3명을 "진사 급제"라고 칭하고, 2갑은 약간명(청나라에서는 일반적으로 40-50명) "진사 출신"이라고 칭하고, 3갑(청나라에서는 일반적으로 100-300 명)은 "동진사 출신"이라고 칭했다. 그들 모두를 진사라고 부른 것이다.

### 진사의 지위
거자가 회시에 합격하게 되면 진사가 되었다. 이들 진사는 최고의 사회적 지위와 명성을 향유하며 전체 신사들에 대한 영향력을 발휘하던 최고의 상층 신사였다. 진사 학위를 취득함으로써 직접 관계에 진출할 수 있게 되어 특별한 문제가 없는 한, 거의 즉시 관리로 임명되었다. 회시도 일련의 몇 개의 시험으로 구성되어 있었고 회시는 그 시험 중의 첫 번째 시험을 의미했다. 이 시험에 합격한 사라들은 공사(貢士)라고 불렸다. 그 다음의 시험인 전시는 1개월 후에 실시되었는데, 회시에 합격한 사람들의 최종성적을 결정하는 시험이었다. 이 전시를 치른 사람들을 진사라고 불렀지만 공사로서 진사가 되지 못한 사람들은 거의 없었다. 공사는 일시적으로, 회시와 전시 사이의 짧은 기간의 호칭일 뿐이었다.
문과의 회시에서 좋은 성적으로 급제한 자들은 한림원에 보내졌고 이곳에서 각 성의 학정으로 파견되든가 혹은 중앙․지방의 고위관리로 임명되었다. 회시는 3년에 1회 (문과의 경우 축․진․미․술 등의 해 3월 9일, 12일, 15일 세 차례에 걸쳐 경사에서 실시되었다. 무과의 회시는 같은 해 9월 5일, 15일) 실시되었다. 급제자들은 성적에 따라 3등급으로 분리되었고 그들의 나이와 성적에 따라 관직이 결정되었다. 대체로 1갑으로 평가받은 자들은 한림원의 수찬이나 편찬에 임명되었고 나머지는 한림원 서길사, 각 부 혹은 내각의 당주사, 지방의 지현으로 임명되었다.

## 같이 보기
- 과거
- 전시
- 조선의 과거 제도

## 참고 문헌
- 張仲禮, 『中國紳士』, 上海社科, 2001